# Бандажирование желудка
Бандажирование желудка — способ хирургического лечения ожирения, заключающийся в наложении бандажа на верхний отдел желудка. Бандаж — кольцо, которое в месте наложения создаёт сужение просвета желудка, разделяя его на два отдела — на маленький желудок (над бандажом) и большой желудок (под бандажом). Рецепторы насыщения, которые сигнализируют о том, что желудок заполнен, находятся в верхнем отделе желудка. Из-за небольшого объема малого желудка над кольцом (10-15 мл), он очень быстро заполняется малым количеством пищи, тем самым возбуждая рецепторы насыщения. Ощущение переполнения желудка, возникающее при этом, заставляет остановиться в дальнейшем поглощении пищи, вследствие чего потребление калорий существенно уменьшается и начинается снижение веса. Поскольку бандаж работает путём создания сужения просвета желудка и путём ограничения прохождения пищи, он является ярким примером рестриктивной (ограничительной) операции.
По мере накопления опыта выяснилось, что этот метод всегда дает временный эффект на несколько лет, а затем его приходится удалять из-за развития дилятации пищевода.

## История бандажирования желудка
В современном виде конструкция бандажа предложена американским хирургом украинского происхождения Любомиром Кузмаком. До него для бандажирования использовались подручные материалы, например дренажные трубки, свернутые в виде кольца, либо фрагменты сосудистого протеза. Данные бандажи были нерегулируемыми, соответственно, они не давали стабильного долговременного эффекта снижения веса. Заслуга доктора Кузмака заключается в создании концепции регулируемого бандажа, внутренним просветом которого можно управлять. На своё изобретение доктор Кузмак получил патент.
Первоначально выпускаемые бандажи были устройствами «высокого давления». Это означало, что максимальная ёмкость гидравлической системы бандажа составляла 2 мл. Давление внутри гидравлической системы при этом было высоким, соответственно бандаж становился относительно жёстким. Давление жёсткой структуры на стенку желудка приводило к тому, что в этом месте мог развиваться пролежень желудка. Довольно частое развитие подобного осложнения привело исследователей к созданию бандажных систем низкого давления. При этом максимальная ёмкость системы составляет 8-9 мл, и давление внутри гидравлической камеры является относительно невысоким. Соответственно, даже раздутый бандаж остаётся мягким и не оказывает сильного давления на стенку желудка. В настоящее время все выпускаемые модели бандажей (кроме Minimizer) являются бандажами низкого давления.
Ещё одной вехой в бандажировании желудка, которая привела к современному состоянию методики бандажирования, стало изобретение бельгийского хирурга Erik Niville. Свою работу он опубликовал в 1998 году, и посвящена она методике установки бандажа. До этого бандаж устанавливался путём так называемой «перигастральной диссекции». При этом в желудок вводился калибровочный зонд, который имел надувной баллончик на дистальном конце. В желудке баллончик наполнялся жидкостью в объёме 20-50 мл (в зависимости от предпочтений хирурга). После этого зонд подтягивался максимально вверх. По нижней границе раздутого баллончика намечалась линия будущей установки бандажа. Затем по этой линии по задней стенке желудка постепенно создавался ретрогастральный канал. Когда этот канал выходил в области желудочно-селезеночной связки, через него проводили бандаж и затем застегивали. Таким образом, бандаж оказывался фиксированным по задней стенке желудка. Для того, чтобы его фиксировать и по передней стенке, бандаж погружался швами желудочной стенки.
В отличие от вышеописанной, Erik Niville предложил методику установки очень высоко, практически под пищеводом. Калибровочный зонд не использовался. Объём малого желудочка оставлялся не более 10 мл. Такая методика получила название «pars flaccida technique». Такое название происходит от той части малого сальника, которая называется pars flaccida (то есть мягкая, подвижная часть). Почему же была предложена именно такая методика операции?
Во-первых, она технически очень простая. Старая методика, перигастральная диссекция, давала много осложнений в ходе операции, таких как перфорация желудка, кровотечение. Новый метод этого недостатка практически лишен. После перигастральной диссекции часто развивались такие осложнения, как расширение малого желудочка, смещение бандажа. Новая методика операции также давала такие осложнения, однако существенно реже.
Эти преимущества операции через pars flaccida привели к тому, что постепенно она стала доминирующим в мире методом установки бандажей.

## Конструкция современных бандажей
Большинство современных бандажей построены по одному принципу. В настоящее время практически все бандажи изготавливают из медицинской силиконовой резины. Главным функциональным элементом бандажа является кольцо, которое накладывается вокруг желудка. Кольцо имеет замок, чтобы его можно было застегнуть вокруг желудка. На внутренней поверхности кольца имеется гидравлическая манжета. Манжета заполняется водой. Степень наполнения манжеты определяет диаметр внутреннего просвета бандажа — чем больше жидкости в манжете, тем меньше просвет бандажа. Заполнение системы жидкостью производится через регулировочный порт размером с монету. Порт соединяется с манжетой с помощью соединительной трубочки длиной около 20 см.
Единственной системой для бандажирования желудка, которая регулируется электроникой, является система EasyBand (TAGB — Telemetrically-Adjustable Gastric Banding). Система производится швейцарской компанией EndoArt. Вместо регулировочного порта систем имеет индукционный приёмник, для активизации которого к коже пациента необходимо приложить электронное регулировочное устройство. За последние пять лет в научной медицинской литературе не появлялось статей, посвящённых этому устройству. По испытаниям этого устройства были опубликованы всего две работы, датированные 2006 и 2007 годом. Актуальная информация о его наличии на рынке отсутствует. Таким образом, статус данного устройства в настоящее время неясен.

## Выпускаемые модели бандажей
В настоящее время в мире разные производители выпускают различные модели бандажей, которые различаются только деталями конструкции. Из-за резкого снижения спроса на желудочные бандажи производители сворачивают их производство, а ранее ведущие в этой сфере компании вообще прекратили их выпуск.
| Модель бандажа                                  | Производитель       | Страна    |
| ----------------------------------------------- | ------------------- | --------- |
| Lapband снят с производства                     | Allergan            | США       |
| Swedish Band снят с производства                | Johnson & Johnson   | США       |
| Bioring                                         | Cousin Biotech      | Франция   |
| Бандаж Желудочный                               | МЕДСИЛ              | Россия    |
| Heliogast                                       | Helioscopie         | Франция   |
| Midband                                         | MID                 | Франция   |
| MiniMizer                                       | Bariatric Solutions | Швейцария |
| AMI SGB (Soft Gastric Band) снят с производства | AMI                 | Австрия   |
| Silimed                                         | Silimed             | Бразилия  |
| EasyBand (TAGB) снят с производства             | EndoArt             | Швейцария |

## Как проходит операция
В настоящее время бандажирование желудка должно выполняться только лапароскопическим способом. Это означает, что все манипуляции в животе, включая установку бандажа и наложение фиксирующих швов, делаются через пункционные проколы в брюшной стенке, без выполнения разрезов. Лапароскопия даёт пациенту настолько серьёзные преимущества, что она полностью вытеснила открытое бандажирование.

## Регулировка бандажа
На операции бандаж только устанавливается, но не заполняется жидкостью. Такое заполнение делается через 1-2 месяца после операции, после закрепления кольца в тканях. Использование рентгеновского контроля облегчает регулировку и делает её более точной. Целью регулировок является достижение и поддержания так называемой «зеленой зоны» — комфортного состояния пониженного аппетита, когда пациент достигает сытости от небольшого количества пищи. В течение первого года требуется от 2 до 10 регулировок. После достижения желаемого веса дальнейших регулировок, как правило, не требуется.

## Питание после бандажирования желудка
Соблюдения диеты после бандажирования желудка не требуется, однако, необходимо соблюдение определённых правил питания. Соблюдение этих правил существенно улучшает степень снижения веса и снижает дискомфорт питания. Несоблюдение же правил питания может приводить к выраженному пищевому дискомфорту и развитию дилятации пищевода и потере рефлекса насыщения. Главным правилом при бандажировании является медленный прием пищи. Пациент должен взять в рот небольшое количество пищи, тщательно её пережевать (примерно 30 раз), проглотить и сделать паузу в 1 минуту. Этого времени пищеводу хватает, чтобы сделать 2-6 перистальтических движения и полностью прокачать проглоченную пищу через бандаж в желудок. Основу питания должна составлять качественная твердая белковая пища (рыба, курица, сыр, растительные протеины), а также овощи и фрукты в неизмельченном виде, то есть такие продукты, для употребления которых необходимо жевание. Крайне нежелательны любые жидкие калории (супы, пюре, мороженое, шоколад, сладкая газировка и аналогичные продукты), поскольку бандаж не работает путём ограничения прохождения жидкости и не должен её ограничивать.